# Justyn Warner
Justyn Warner (Justyn Paris Ashby Warner; * 28. Juni 1987 in North York) ist ein kanadischer Sprinter.
2005 wurde er über 100 Meter panamerikanischer Vize-Juniorenmeister, und 2006 gewann er über dieselbe Distanz bei den Juniorenweltmeisterschaften in Peking Silber.
Bei den Weltmeisterschaften 2011 in Daegu schied er über 100 Meter im Halbfinale aus. 2012 wurde er bei den Hallenweltmeisterschaften in Istanbul über 60 Meter Siebter und fuhr als kanadischer Meister über 100 Meter zu den Olympischen Spielen in London. Dort erreichte er über 100 Meter das Halbfinale und gehörte zu der kanadischen Staffel, die im Finale über 4-mal 100 Meter auf dem dritten Platz einlief. Jedoch wurden die Kanadier disqualifiziert, nachdem es sich herausgestellt hatte, dass ihr dritter Läufer Jared Connaughton seine Bahn überschritten hatte.
Bei den Weltmeisterschaften 2013 in Moskau und 2015 in Peking gewann er mit der kanadischen 4-mal-100-Meter-Staffel jeweils die Bronzemedaille.

## Persönliche Bestzeiten
- 50 m (Halle): 5,77 s, 2. Februar 2012, Saskatoon
- 60 m (Halle): 6,59 s, 29. Januar 2012, Toronto
- 100 m: 10,09 s, 4. August 2012, London